# Holcopogon
Holcopogon är ett släkte av fjärilar som beskrevs av Otto Staudinger 1879. Släktet ingår i familjen guldfläcksmalar (Autostichidae) och underfamiljen spillningsmalar (Holcopogonidae).

## Artlista
Ingående arter enligt Catalogue of Life:
- Hästlortmal (Holcopogon bubulcellus) Staudinger, 1859
- Holcopogon cinerascens Turati, 1926
- Holcopogon helveolellus Staudinger, 1879
- Holcopogon rhyodes Meyrick, 1909
- Holcopogon robusta Butler, 1883
- Holcopogon scaeocentra Meyrick, 1921